# Telekrigbibliotek
Telekrigbibliotek är en databas som innehåller taktisk information för elektronisk krigföring. Informationen är av två typer:
- Identifiering: Information som gör att systemet eller operatören korrekt kan identifiera emittrar (sändare) och vapensystem (till exempel fientliga jaktrobotar och deras radarmålsökare). Detta kan vara uppgifter om sändarfrekvenser, pulsfrekvenser, etc.
- Motmedelsåtgärder: Information för egenskydd, oftast hur (fientliga) system kan störas ut (till exempel att metallremsor kan störa ut en viss robotmålsökare).

Korrekt och aktuell omvärldsinformationen i ett telekrigbibliotek är viktigt för att moderna varnings- och motmedelsystem skall ha avsedd verkan.
Grunden för att tillverka telekrigbibliotek är stor kunskap inom följande fyra områden:
1. Information om vilka vapensystem och emittrar som kan uppträda i den fysiska arenan. Det omfattar såväl fientliga, egna, neutrala som civila system. Detta kallas med en engelsk term för EOB (Electronic Order of Battle).
2. Goda tekniska underrättelser om ovan nämnda vapensystem och emittrar.
3. God kännedom om de egna telekrigsystemens funktionalitet och kapacitet.
4. Goda taktiska kunskaper.

Baserat på ovanstående information skräddarsys telekrigbiblioteken för respektive plattform och uppdragstyp. Det är till exempel stor skillnad på innehållet i ett bibliotek avsett för ett marint system, där det oftast finns en operatör som tolkar informationen från systemen, och ett bibliotek avsett för ett flygande system, där piloten inte har tid att tolka informationen i samma utsträckning. Det ställs också olika krav på bibliotekens innehåll beroende på uppdragstypen.
Inom den svenska Försvarsmakten ansvarar FM TK SE, Försvarsmaktens telekrigstödenhet för produktion av telekrigbibliotek.